# Egipto en los Juegos Olímpicos de Barcelona 1992
Egipto estuvo representado en los Juegos Olímpicos de Barcelona 1992 por un total de 75 deportistas, 72 hombres y 3 mujeres, que compitieron en 13 deportes.
El equipo olímpico egipcio no obtuvo ninguna medalla en estos Juegos.